# No Strings Attached – Figurentheater & mehr
No Strings Attached – Figurentheater & mehr (offizielle Schreibweise: no strings attached) ist ein Festival in Mainz für außergewöhnliche Theaterspielformen. Es wird vom Kultursommer Rheinland-Pfalz in den Mainzer Kammerspielen, im KUZ und an anderen außergewöhnlichen Orten ausgerichtet. Es fand seit 1998 jährlich im September statt. Bis 2005 hieß No Strings Attached noch „Figurentheater Festival“. Seit dem Jahr 2011 findet es im zweijährlichen Turnus im Mai statt.
Der Schwerpunkt des Festivals richtet sich oft nach dem Kultursommer-Motto. Trotz der geringen Größe von nur etwa fünf bis acht Stücken pro Jahr zeigt das Festival oft bekannte internationale Figurentheater.
Neben den klassischen offenen und geschlossenen Spielformen des Figurentheaters finden auch Schattenspiel, Stations-, Objekt- oder visuelles Theater einen Platz, teilweise auch im öffentlichen Raum und an ungewöhnlichen Orten.